# Maurice Martin (journaliste)
Pour les articles homonymes, voir Maurice Martin et Martin.
Maurice Martin, né et mort à Bordeaux (26 mars 1861 - 24 mars 1941), poète et journaliste français, est resté célèbre pour être le créateur de l’appellation « Côte d'Argent », désignant le littoral aquitain.

## Biographie
Maurice Martin sort deuxième d'une promotion de cent élèves de l'École supérieure de commerce de Bordeaux.
Initialement employé d'une grande maison de négoce en vin, il se passionne rapidement pour les sports : cyclisme (il est un des fondateurs en 1891 de la course Bordeaux – Paris), rugby, automobile et aviation. Il écrit ainsi de nombreux articles sportifs dans  La Petite Gironde , quotidien bordelais diffusant sur une grande partie du Sud-Ouest, mais aussi dans L'Illustration et la Revue du Touring Club de France.
Il œuvre largement pour faire la promotion touristique de la côte Aquitaine. C'est ainsi que le 20 mars 1905, au cours d’un périple de reconnaissance entre Arcachon et Biarritz auquel il prend part en tant que représentant des journaux de La Petite Gironde et le Journal de l'Automobile, qu'il propose, lors de l'étape à l’hôtel Lespès de Mimizan-les-bains comme on dit alors, de baptiser Côte d’Argent ce jusque-là sauvage tronçon du littoral Atlantique de 228 km de long.
Ce périple est organisé par le Comité d’Initiative de Boulevard Arcachon – Biarritz, dont le projet est de créer un boulevard pour automobiles reliant les deux villes le long de la Côte d’Argent (ce projet ne verra jamais le jour).
Il est organisé sous la forme d'une caravane de chevaux et de onze charrettes muletières (localement appelées bròs) empruntant les chemins de sable. Le convoi part le 20 mars d’Arcachon avec, parmi les journalistes, sportifs et quelques notables qui la composent, le conservateur des Eaux et Forêts de Bordeaux et des représentants de l’Automobile Club de France. Leur expédition sera commentée en ces termes :
« Ils venaient pour faire ce qu'à peu près personne n’avait jamais fait avant eux : s'enfoncer dans le mystère des grandes Landes de Gascogne où ils avaient été conviés pour y rêver d’une route pour automobiles ».

### Distinctions
- en 1921, il est fait chevalier de la Légion d'honneur
- en 1923, il reçoit le prix Archon-Despérouses[2]
- en 1929, il reçoit la médaille d'or de l'Union française des œuvres laïques d'éducation physique
- la même année, le Touring-Club de France lui décerne sa grande plaque vermeil
- en 1932, il est promu au grade d'Officier de la Légion d'honneur

### Hommages

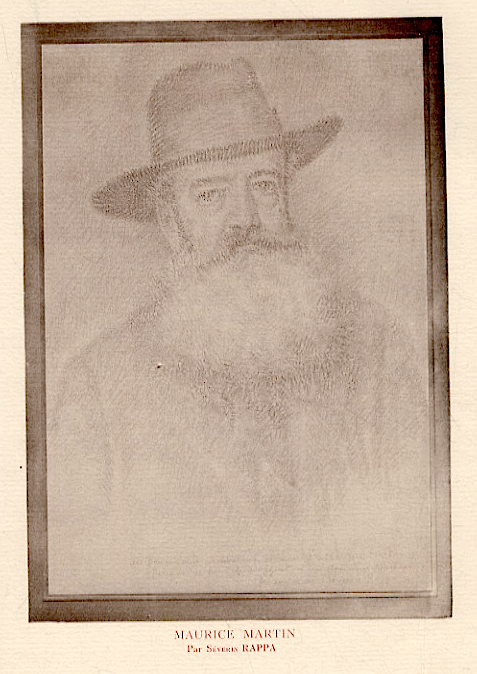
Frontispice de Séverin Rappa, pour Le Triptyque. Poèmes de la Cote d'Argent (1923).

- en 1939 est inauguré au Parc des sports de Bordeaux un monument élevé à Maurice Martin
- en 1953, une plaque commémorative (aujourd'hui disparue) est scellée au Sporting Casino d'Hossegor en son honneur
- Montalivet, Arcachon, Mimizan et Hossegor ont chacune une avenue Maurice Martin. Capbreton a une rue Maurice Martin.
- Une plaque apposée à l'hôtel Lespès de Mimizan cite les vers du poète :

« C'est là que jadis contemplant ce rivage, 
Séduit par les reflets du flot toujours changeant, 
Pour la première fois j'ai vu la Côte d'Argent. »

## Sources
- L’invention de la Côte d’Argent, Jean-Jacques Fénié, Éditions Confluences
- Dictionnaire de la Lande française, Charles Daney, Édition Loubatières
- Mimizan, Clins d'œil au passé, Georges Cassagne, Éditions Atlantica